# NGC 519
NGC 519 (други обозначения – ZWG 385.103, DRCG 7 – 19, PGC 5182) е елиптична галактика в съзвездието Кит.
Обектът присъства в оригиналната редакция на „Нов общ каталог“.